# Vladislavci
Vladislavci (Hongaars: Lacháza; Servisch: Владиславци) is een gemeente in de Kroatische provincie Osijek-Baranja.
Vladislavci telt 2124 inwoners (2001). De oppervlakte bedraagt 37 km², de bevolkingsdichtheid is 57,4 inwoners per km².
Tijdens de volkstelling van 2021 heeft de gemeente in totaal 1.647 inwoners:
- Dopsin (Dobzsa) - 406 inwoners
- Hrastin (Haraszti) - 258 inwoners
- Vladislavci (Lacháza) - 983 inwoners

Het dorpje Hrastin (Hongaars: Haraszti) heeft een Hongaarse meerderheid. Van oorsprong had ook Vladislavci een Hongaarse bevolking. Mede door de Eerste en Tweede Wereldoorlog kwamen er in de dorpen steeds meer Kroaten te wonen en werden de Hongaren een minderheid.
Steden (gradovi): Osijek · Beli Manastir · Belišće · Donji Miholjac · Đakovo · Našice · Valpovo

Gemeenten (općine): Antunovac · Bilje · Bizovac · Čeminac · Čepin · Darda · Donja Motičina · Draž · Drenje · Đurđenovac · Erdut · Ernestinovo · Feričanci · Gorjani · Jagodnjak · Kneževi Vinogradi · Koška · Levanjska Varoš · Magadenovac · Marijanci · Petlovac · Petrijevci · Podgorač · Podravska Moslavina · Popovac · Punitovci · Satnica Đakovačka · Semeljci · Strizivojna · Šodolovci · Trnava · Viljevo · Viškovci · Vladislavci · Vuka